# Dracaenura pseudopelochra
Dracaenura pseudopelochra is een vlinder van de familie van de grasmotten (Crambidae), uit de onderfamilie van de Spilomelinae. De wetenschappelijke naam van deze soort is voor het eerst voorgesteld door Lionel Walter Rothschild in een publicatie uit 1915.
De soort komt voor in Indonesië (Papoea).